# Heinrich Caro
Heinrich Caro (13. února 1834 Poznaň – 11. října 1910 Drážďany) byl německý chemik. Patří k zakladatelům průmyslu dehtových barviv.
Vystudoval chemii a barvení v Berlíně. V letech 1859–1867 pracoval v britském průmyslu barviv, od roku 1868 pracoval ve firmě BASF. V roce 1878 společně s Adolfem von Baeyerem provedl syntézu prvního indigového barviva. Je také první, kdo izoloval akridin a kyselinu peroxosírovou, jejíž nestálý vodný roztok se na jeho počest nazývá kyselina Caroova.